# Rustam Inoyatov
Rustam Rasulovich Inoyatov (em russo:  Рустам Расулович Иноятов, nascido em 22 de junho de 1944) é um ex-funcionário do governo uzbeque, bem como coronel-general . Ele foi chefe do Serviço de Segurança Nacional do Uzbequistão (SNB) de 1995 até sua demissão em janeiro de 2018. Dizia-se que ele fazia parte do clã Tashkent, uma facção poderosa dentro da elite uzbeque. Ele era considerado um dos homens mais poderosos do país.

## Biografia
Rustam Rasulovich Inoyatov nasceu na cidade de Sherabad, na região de Surkhandarya. Seu pai, Rasul Inoyatov, era coronel da KGB.
De 1965 a 1967 trabalhou como operário no Tashkent Building Trust, ao mesmo tempo em que estudava na universidade. Em 1968 ele se formou na Faculdade de Filosofia Iraniana da Universidade Estadual de Tashkent .
Após a graduação, ele serviu no exército soviético. Durante o serviço militar, foi aceito no serviço da KGB da União Soviética. Trabalhou em diversos cargos na KGB da República Socialista Soviética Uzbeque, na Primeira Diretoria Principal da KGB. Desde 27 de junho de 1995 – Presidente do Serviço de Segurança Nacional da República do Uzbequistão (SNB). Anteriormente, ele atuou como Primeiro Vice-Presidente do departamento.
Em 1996 recebeu o posto de "tenente-general", e em 1999 "coronel-general".
De 1999 a 2020, Inoyatov foi o presidente da Federação de Tênis do Uzbequistão. .
Em 31 de janeiro de 2018, Rustam Inoyatov foi afastado do cargo de Presidente do Serviço de Segurança Nacional da República do Uzbequistão e nomeado para o cargo de Conselheiro de Estado do Presidente da República do Uzbequistão. Em 15 de novembro de 2021, ele foi dispensado deste cargo.
Rustam Inoyatov é considerado uma das pessoas mais influentes no Uzbequistão.

## Chegada ao poder
Em 1995, o presidente do Uzbequistão, Islam Karimov, deu-lhe o cargo de chefe do SNB como contrapeso ao poder de seu rival, Zokir Almatov, ministro do Interior.Inoyatov foi demitido por Shavkat Mirziyoyev em 31 de janeiro de 2018. Em 15 de novembro de 2021, ele foi demitido de seu cargo de Conselheiro de Estado do Presidente da República do Uzbequistão.